# Santo Tomás Ajusco
Santo Tomás Ajusco es un pueblo de la alcaldía Tlalpan, ubicada en el sur de la Ciudad de México, a la altura del km 6 de la carretera México-Ajusco, a una altitud aproximada de 3000 m s. n. m.. El clima es benigno, con la temperatura media anual entre 10 °C y 12 °C. Se ubica aproximadamente en 19°13′16″N 99°11′41″O / 19.22111, -99.19472.

## Historia
Fue fundado en 1531 y recibió su escudo de armas en 1609. El nombre nativo Axochco (castellanizado "Ajusco"), maltraducido oficialmente "Lugar de las flores de agua" (lo cual sería Axóchic), significa "Donde brota el agua" (atl: agua; xochtli: brotado; -co: sufijo locativo). Fue uno de los ocho pueblos establecidos a comienzos de la etapa colonial con el objetivo de congregar a los indígenas de los pueblos nahuas y otomíes de la zona, en un territorio que previamente había estado dominado por los tepanecas de Azcapotzalco. 

En el Archivo General de la Nación se encuentra un registro llamado Testimonio de la fundación de Santo Tomás Ajusco, el cual concuerda con el original escrito en náhuatl.

## Iglesia
La iglesia principal del pueblo data del siglo XVI y consta de un campanario y una sola nave. La portada es de cantera y presenta, en el cuerpo inferior, a los costados de la puerta, cuatro nichos con las imágenes de los cuatro evangelistas. El nicho central cuenta con una escultura del santo patrono, Santo Tomás Apóstol.  En el atrio se puede observar una piedra cúbica labrada de origen prehispánico, la cual asemeja a un cofre y es conocida como "El cuartillo", misma que originalmente fue trasladada desde la pirámide de Tequipa. 

Diversas capillas entre las que destacan las ubicadas en San Miguel Xicalco, San Miguel Ajusco y Santa María Magdalena Petlacalco dependen de esta parroquia.

## Fiestas patronales
Las fiestas patronales del pueblo de Santo Tomás Ajusco, se celebran en las fechas:
- 21 de diciembre
- 15 de septiembre
- 3 de julio

## Imágenes

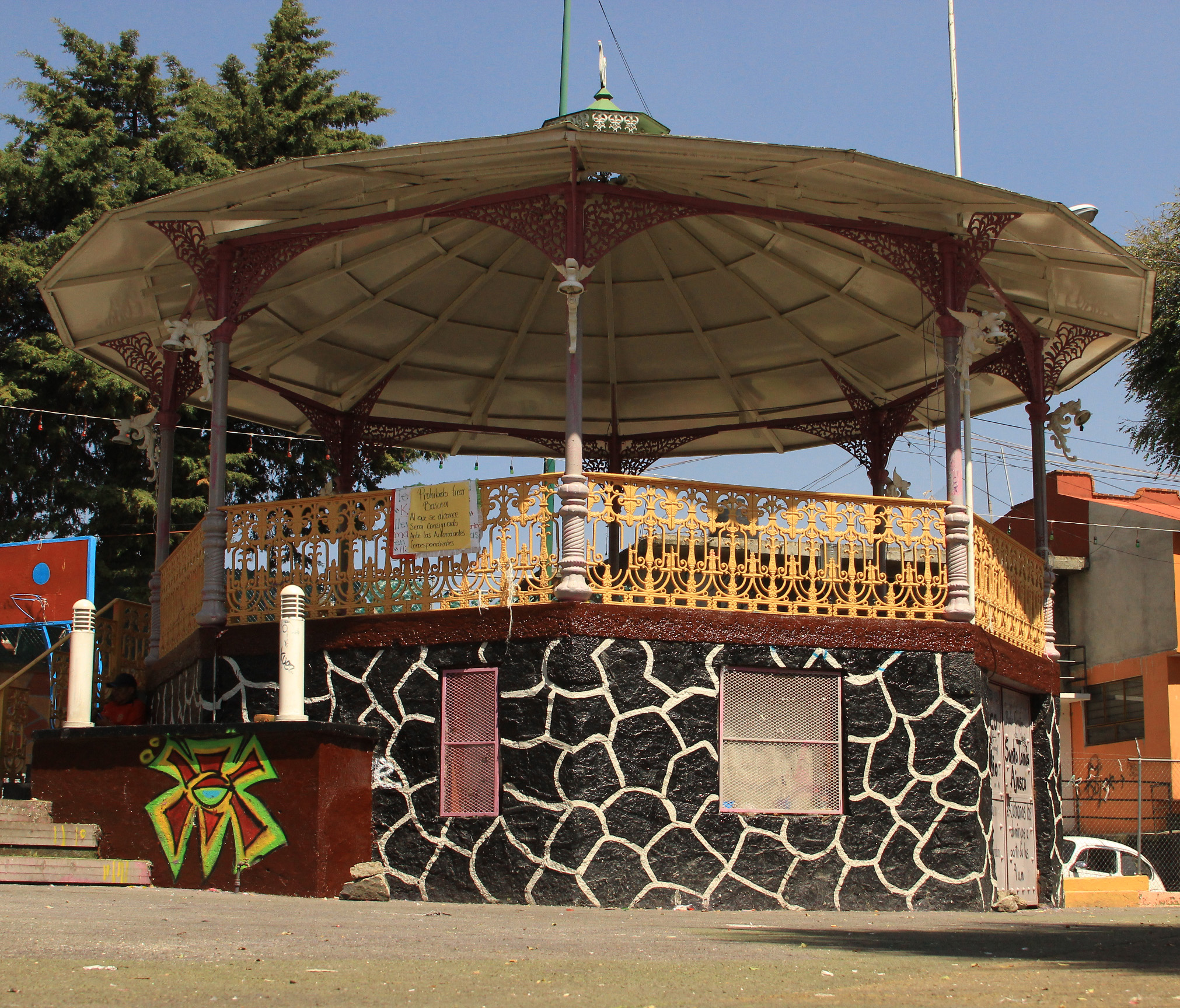
Kiosco en la plaza central de Santo Tomás Ajusco.
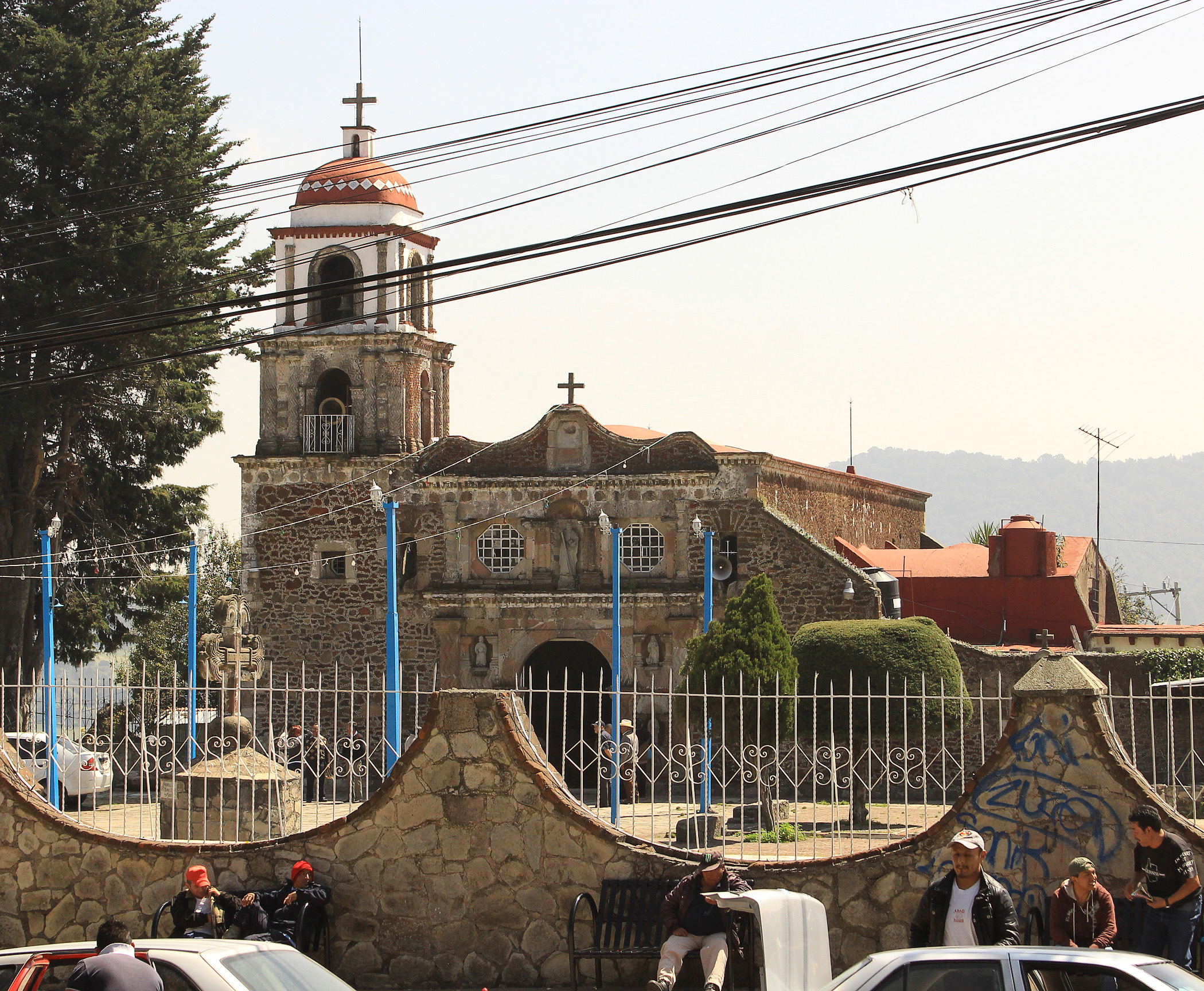
Templo de Santo Tomás Apóstol, patrón del pueblo.
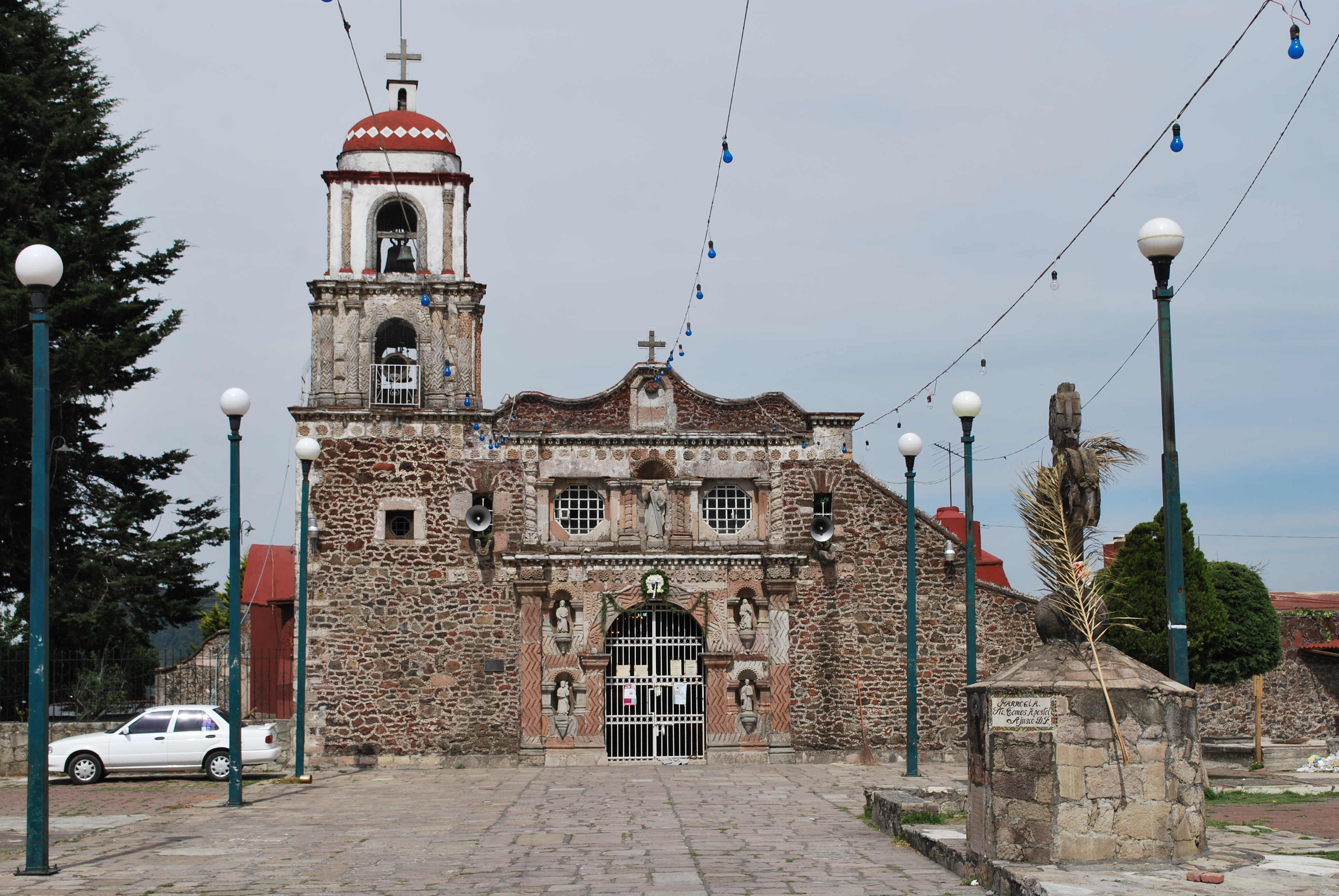
Parroquia de Santo Tomás
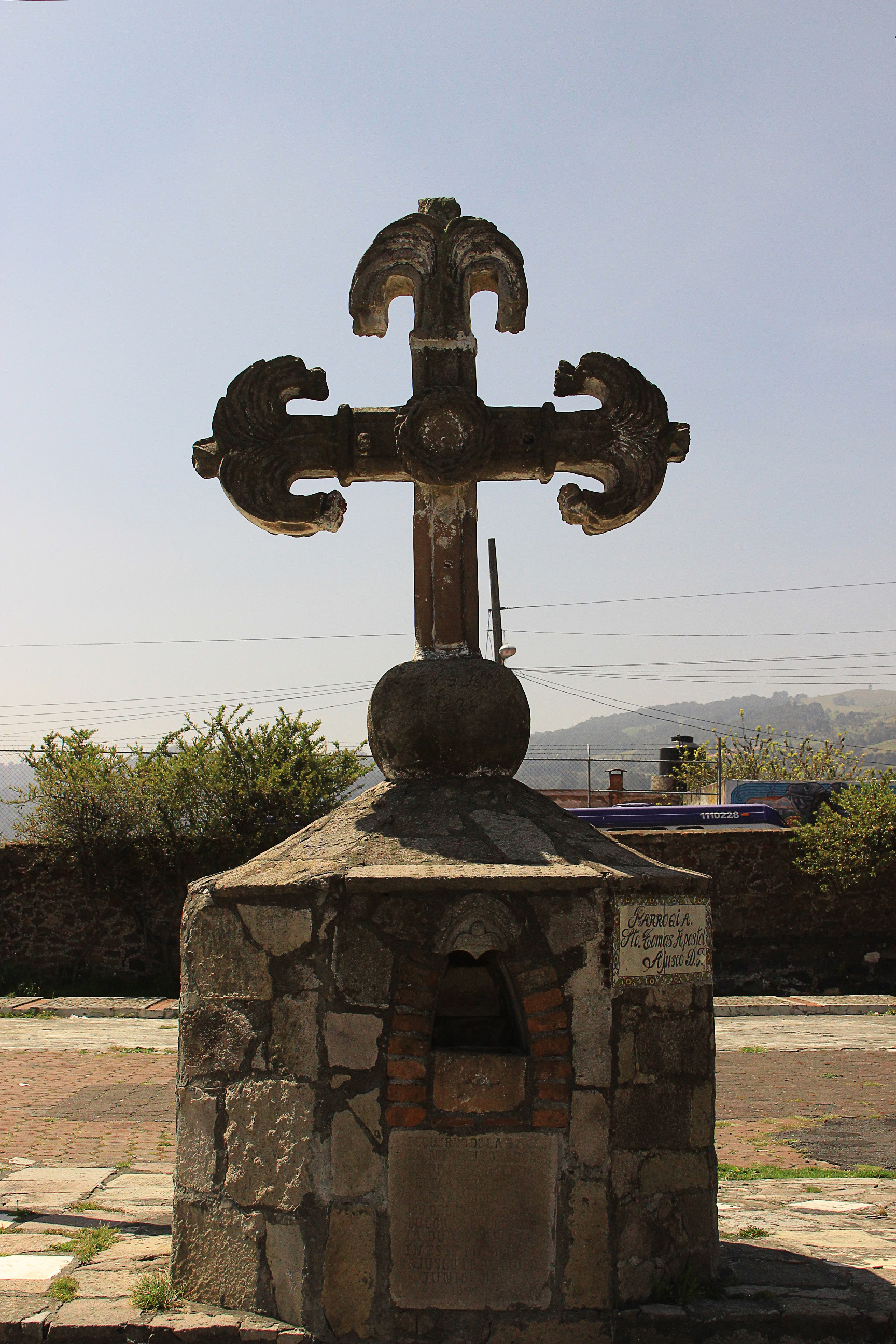
Cruz de piedra en la plaza de la iglesia